# Tarık Çamdal
Osman Tarık Çamdal [osman tarik čamdal] (* 24. března 1991, Mnichov, Německo) je německo-turecký fotbalový obránce, od léta 2011 hraje v klubu Galatasaray SK. V mládežnických kategoriích reprezentoval Německo, na seniorské úrovni nastupuje v tureckém národním týmu.

## Klubová kariéra
V Německu hrál postupně za kluby SV Türk Ingolstadt a MTV Ingolstadt, na profesionální úrovni za Mnichov 1860.
Po přestupu do Turecka hrál v letech 2011–2014 za Eskişehirspor a od roku 2014 za Galatasaray SK z Istanbulu.

## Reprezentační kariéra

### Německo
Tarık Çamdal odehrál v letech 2009–2010 celkem 9 zápasů v německé reprezentaci do 19 let.

### Turecko
V A-mužstvu Turecka debutoval 15. 11. 2013 v přátelském utkání v Adaně proti týmu Severního Irska (výhra 1:0).